# Xã Afton, Quận Howard, Iowa
Xã Afton (tiếng Anh: Afton Township) là một xã thuộc quận Howard, tiểu bang Iowa, Hoa Kỳ. Năm 2010, dân số của xã này là 813 người.